# رالف هانش
رالف هانش (انگلیسی: Ralph Hansch; ۲۰ مهٔ ۱۹۲۴ – ۲۹ فوریهٔ ۲۰۰۸) بازیکن هاکی روی یخ اهل کانادا بود.